# ANBO-I
АНБО-I (лит. ANBO-I от акронима Antanas Nori Būti Ore — Антанас хочет быть в воздухе) — литовский экспериментальный, учебный самолёт конструкции Антанаса Густайтиса (лит. Antanas Gustaitis).

## История создания

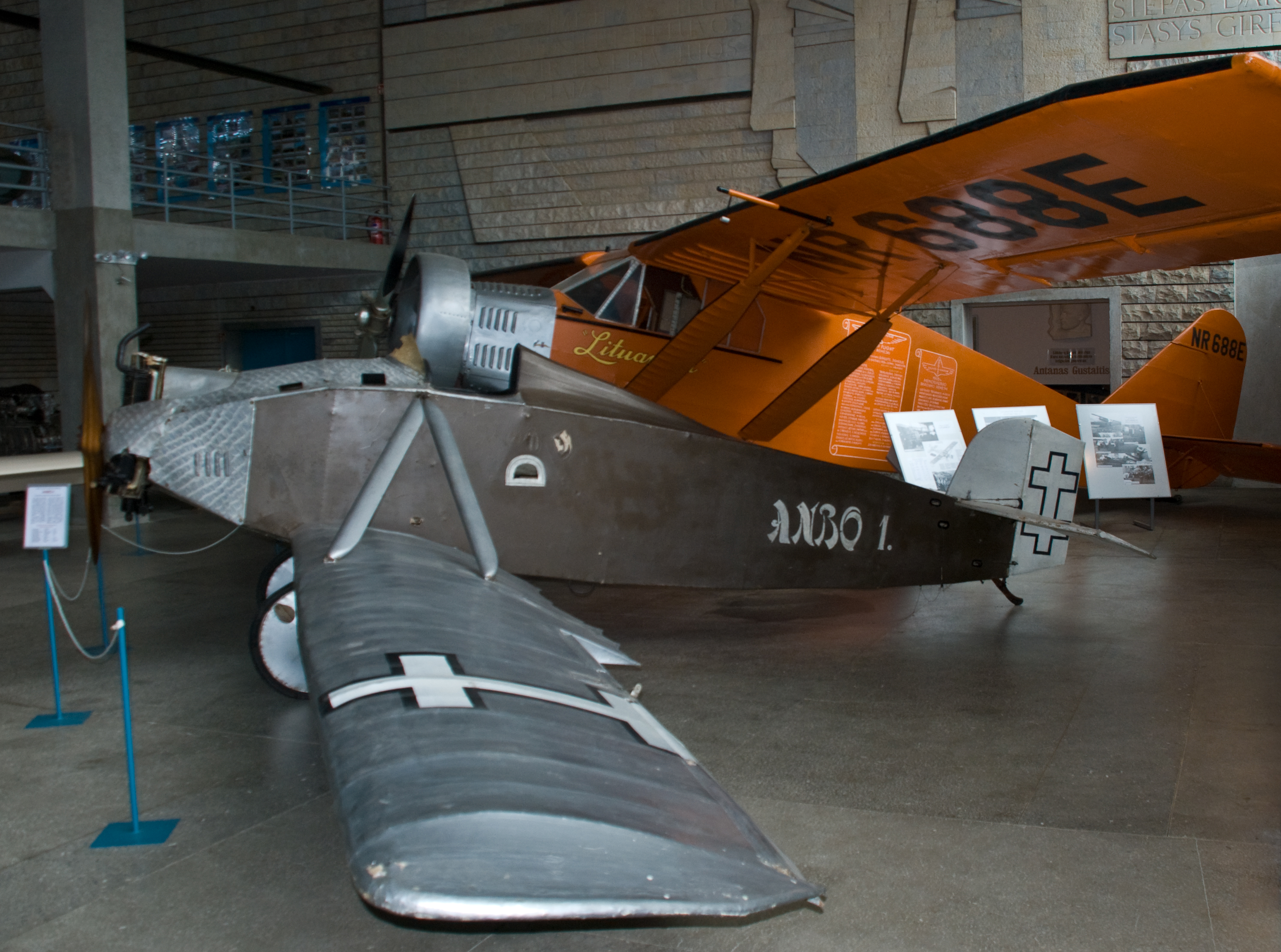
ANBO-I в Музее авиации Литвы (2008 год)